# Asura postbicolor
Asura postbicolor là một loài bướm đêm thuộc phân họ Arctiinae, họ Erebidae.